# Strelok (kraï du Primorié)
Strelok (en russe : Стрело́к, en version longue en russe : железнодорожный разъезд Стрелок, jeleznodorjny raziezd Strelok), est une voie d'évitement ferroviaire (classifiée comme localité) du kraï du Primorié en Extrême-Orient russe. Il se trouve dans le raïon de Chkotovo, dans le sud-est du Primorié, et sa population s'élevait à 21 habitants au recensement de 2010.

## Géographie
La localité est située dans le kraï du Primorié, un sujet de l'Extrême-Orient de la Russie, en Mandchourie-Extérieure, autrefois chinoise (avant 1860), et se trouve dans le district fédéral Extrême-Oriental. Elle est l'une des 21 localités du raïon de Chkotovo, un raïon du sud-est du kraï. Son centre administratif est la commune urbaine de Smolianinovo. La région est à l'extrémité méridionale des montagnes du Sikhote-Aline.
Strelok, comme tout le kraï du Primorié, est située dans le fuseau horaire MSK+7 (heure de Vladivostok). Le décalage horaire appliqué par rapport au temps universel coordonné est +10:00.
De décembre 2004 à janvier 2023, Strelok faisait partie de l'établissement rural de Strelok,.

## Histoire
La localité a été fondée en 1903.

## Démographie
Recensements (*) et estimations de la population,,,:
| 1915 | 2002 * | 2010* | - |
| ---- | ------ | ----- | - |
| 172  | 24     | 21    | - |

En 2002, sur les 24 habitants, il y avait 100 % de Russes.